# تشارلز ميس
تشارلز ميس هو منافس ألعاب قوى وسياسي أمريكي، ولد في 3 فبراير 1941 في جيرسي سيتي في الولايات المتحدة، وتوفي في 11 أبريل 2005. نشط حزبياً في الحزب الديمقراطي. وقد انتخب عضو جمعية نيوجيرسي العامة ‏.

## وصلات خارجية
- تشارلز ميس على موقع أوليمبيديا (الإنجليزية)